# Сигел, Джейсон
Дже́йсон Джо́рдан Си́гел (англ. Jason Jordan Segel; род. 18 января 1980, Лос-Анджелес, Калифорния, США) — американский актёр, сценарист, писатель и музыкант.

## Биография
Сигел родился и вырос в Лос-Анджелесе, Калифорния. Посещал католическую школу, хотя был воспитан в еврейской религии отца. Благодаря своему высокому росту (1,93 м) в старших классах играл в баскетбольной команде. Стать актёром Джейсон хотел с детства и в школьные годы участвовал в постановках местного театра.
Известен своими работами с продюсером Джаддом Апатоу, такими как «Хулиганы и ботаны», «В пролёте», «Люблю тебя, чувак», «Немножко беременна», а также ролью в ситкоме CBS «Как я встретил вашу маму». Попал в «Как я встретил вашу маму» благодаря тому, что продюсеры давно являлись фанатами сериала «Хулиганы и ботаны».
Написал сценарий к фильму «В пролёте», по словам Сигела, несколько эпизодов фильма взяты из его личного опыта, в том числе расставание в голом виде.
The Walt Disney Company пригласила Джейсона и Николаса Столлера для написания нового маппет-фильма. Сигел с детства любит маппет-шоу и был чрезвычайно рад возможности поработать над созданием фильма.
Герой Джейсона Сигела в фильме «В пролёте» написал маппет-мюзикл «Дракула».
В соавторстве с Кирстен Миллер написал фэнтезийную трилогию Nightmares! (Nightmares!, 2014; The Sleepwalker Tonic, 2015; The Lost Lullaby, 2016), а также фантастический роман о виртуальной реальности Otherworld (2017).
Сигел воплотил образ, а также выступил режиссером в американском драматическом телесериале «Послания из другого мира», премьера которого состоялась 1 марта 2020 года на канале AMC.

## Личная жизнь
Несколько лет встречался с партнершей по сериалу «Хулиганы и ботаны» Линдой Карделлини.
Встречался с актрисой Мишель Уильямс, но пара рассталась в феврале 2013 года.
С декабря 2013 по апрель 2021 года состоял в отношениях с фотографом Алексис Микстер.

## Телевидение
| Год       | Название                                  | Роль            | Заметки                                   |
| --------- | ----------------------------------------- | --------------- | ----------------------------------------- |
| 1999—2000 | Хулиганы и ботаны                         | Ник Андополис   | 18 серий                                  |
| 2001—2002 | Неопределившиеся                          | Эрик            | Приглашенная звезда; 7 серий              |
| 2004—2005 | C.S.I.: Место преступления                | Нил Дженсен     | Приглашенная звезда; 3 серии              |
| 2005      | Шпионка                                   | Сэм Хаусер      | Приглашенная звезда; 1 серия              |
| 2005—2014 | Как я встретил вашу маму                  | Маршалл Эриксен | Главная роль                              |
| 2009      | Гриффины                                  | Маршалл Эриксен | Озвучка; эпизод: Peter's Progress         |
| 2011      | Ток-шоу Финеса и Ферба                    | самого себя     |                                           |
| 2011      | Saturday Night Live                       | гость           |                                           |
| 2020      | Послания из другого мира                  | Питер           | Также создатель и исполнительный продюсер |
| 2022—2023 | Время побеждать: Расцвет династии Лейкерс | Пол Уэстхед     |                                           |
| 2023      | Терапия                                   | Джимми Джонс    | Также создатель и исполнительный продюсер |

### Кино
| Год  | Фильм                                        | Роль                 | Заметки                 |
| ---- | -------------------------------------------- | -------------------- | ----------------------- |
| 1998 | Не могу дождаться                            | Matt, Watermelon Guy |                         |
| 1998 | Мертвец в колледже                           | Кайл                 |                         |
| 1998 | Панк из Солт-Лейк-Сити                       | Майк                 |                         |
| 1999 | New Jersey Turnpikes                         |                      |                         |
| 2002 | Чуваки                                       | Сэм Шечер            |                         |
| 2003 | 11:14                                        | Леон                 |                         |
| 2003 | Certainly Not a Fairytale                    | Лео                  |                         |
| 2004 | LolliLove                                    | Джейсон              |                         |
| 2005 | Умник                                        | Пахучий Боб          |                         |
| 2006 | Пока, Бенджамин                              | Теодор Эверест       |                         |
| 2007 | Немножко беременна                           | Джейсон              |                         |
| 2008 | В пролёте                                    | Питер Бреттер        | главная роль, сценарист |
| 2009 | Люблю тебя, чувак                            | Сидни Файф           |                         |
| 2010 | Гадкий я                                     | Вектор (озвучка)     |                         |
| 2010 | Путешествия Гулливера                        | Горацио              |                         |
| 2011 | Очень плохая училка                          | Рассел Геттис        |                         |
| 2011 | Джефф, живущий дома                          | Джефф                |                         |
| 2011 | Секс по дружбе                               |                      | камео                   |
| 2011 | Маппеты                                      | Гэри                 | главная роль, сценарист |
| 2012 | Немножко женаты                              | Том Соломон          |                         |
| 2012 | Любовь по-взрослому                          | Джейсон              |                         |
| 2013 | Конец света 2013: Апокалипсис по-голливудски | Джейсон Сигел        |                         |
| 2014 | Домашнее видео: Только для взрослых          | Джей                 | главная роль            |
| 2015 | Конец тура                                   | Дэвид Фостер Уоллес  |                         |
| 2017 | Открытие                                     | Уилл                 | главная роль            |
| 2019 | Друзья навсегда                              | Дейн                 |                         |
| 2020 | Послания из другого мира                     | Питер                | главная роль            |
| 2022 | Внезапная удача/ Windfall                    | Nobody               | главная роль            |
| 2022 | Небо повсюду/ The Sky Is Everywhere          |                      |                         |